# Флаг Австралии
Флаг Австралии (англ. Flag of Australia) — один из государственных символов страны, представляющий собой прямоугольное полотнище синего цвета с соотношением сторон 1:2.
В левой верхней четверти изображён британский флаг. Кроме того, на флаге Австралии находится изображение шести белых звёзд: пять звёзд в виде созвездия Южного Креста в правой части полотнища и одна большая звезда в центре левой нижней четверти.
Флаг был принят вскоре после образования федерации, в 1901 году, в результате конкурса, в котором приняли участие представители многих стран. В течение последующих лет он был одобрен австралийскими и британскими властями, хотя точные характеристики флага подвергались изменениям несколько раз. Характеристики современного флага были опубликованы в 1934 году, а с 1954 года за флагом законодательно закреплён статус «австралийского национального флага». Из-за сильного влияния республиканцев в стране с середины 1990-х годов флаг часто критикуется из-за присутствия на нём изображения британского флага.
Законодательное определение флага дано в Законе «О флагах» от 1953 года (англ. Flags Act 1953).

## Описание

Флаг Австралии на флагштоке

На австралийском флаге можно выделить три основных элемента: флаг Великобритании (известный также как «Юнион Джек»), звезду Содружества (или звезду Федерации, она же Хадар) и созвездие Южного Креста.
Согласно наиболее распространённой точке зрения, флаг Великобритании символизирует прошлое страны, в котором Австралия представляла собой группу из шести британских колоний, а также принципы, на которых была основана Федерация Австралии. Однако с точки зрения политики включение флага Великобритании в состав флага Австралии должно было продемонстрировать верность Британской империи, которая на тот момент оставалась одной из ведущих мировых держав.
Семиконечная звезда Содружества первоначально имела шесть концов, которые символизировали шесть колоний, образовавших федерацию. Однако в 1905 году к Австралии была присоединена Территория Папуа, поэтому летом 1908 года в правительство страны было внесено предложение о преобразовании звезды в семиконечную. О поправках к флагу, одобренных Британским Адмиралтейством, было извещено 19 декабря 1908 года в «Правительственном бюллетене Австралийского Союза», а изменённый дизайн был впервые опубликован спустя несколько месяцев, 22 мая 1909 года. Тем не менее полное описание изменений и характеристика нового флага появились лишь 23 марта 1934 года. С тех пор количество концов на звезде Содружества осталось неизменным, несмотря на присоединение и появление ряда новых территорий, а также получение Папуа — Новой Гвинеей независимости в 1975 году.
Южный Крест является одним из наиболее ярких созвездий в Южном полушарии и ещё со времён первых британских поселений на материке символизирует Австралию. По задумке Айвора Эванса, одного из авторов флага, Южный Крест также должен был отразить четыре добродетели, приписанных Данте Алигьери четырём основным звёздам созвездия: мудрость, справедливость, мужество и умеренность. На современном флаге количество концов на звёздах Южного Креста отличается от первоначального варианта, в котором их количество колебалось от пяти до девяти на каждой звезде, представляя таким образом их относительную яркость на ночном небе. Однако в 1908 году Британское Адмиралтейство в целях достижения лучшей симметрии и снижения затрат на изготовление флага стандартизировало все звёзды: с тех пор четыре крупнейшие звезды Южного Креста имеют семь концов, а самая маленькая звезда — пять концов (обновлённый дизайн был официально опубликован в «Правительственном бюллетене Австралийского Союза» 22 мая 1909 года).
Во флаге Австралии используются те же цвета, что и на флаге Великобритании: синий, красный, белый (при этом преобладает синий). Все три цвета отражают историю страны: британское колониальное и по большей части «европейское» прошлое. В 1901 году они также символизировали верность Британской империи. Тем не менее синий цвет на флаге Австралии имеет и более широкое толкование: согласно одной из точек зрения, он символизирует тот факт, что Австралия является островом-материком, согласно другой, что первые поселенцы, чтобы добраться до него, были вынуждены плыть морем.
Полное описание современного дизайна флага было опубликовано в «Правительственном бюллетене Содружества» (англ. Commonwealth Gazette) в 1934 году.

## Геометрическое построение
Согласно Закону «О флаге» австралийский национальный флаг должен отвечать следующим требованиям:
1. Изображение флага Великобритании находится в верхней левой четверти флага[11];
2. изображение большой белой звезды, символизирующей 6 штатов Австралии и остальные территории, находится в центре левой нижней четверти, указывая на центр креста Святого Георгия в составе флага Великобритании[11];
3. пять белых звёзд, символизирующих созвездие Южного Креста, находится в правой половине полотнища[11].

Внешний диаметр звезды Содружества составляет 3/10 части ширины флага, а остальных звёзд Южного Креста — 1/7 ширины флага, кроме Эпсилона, внешний диаметр которого — 1/12 часть ширины флага. Внутренний диаметр каждой звезды составляет 4/9 части внешнего диаметра.

## Цвета
Хотя цвета флага не закреплены в законе «О флаге», его цветовые характеристики определены Отделом наград и культуры Департамента премьер-министра и Кабинета. Кроме того, Четырёхцветная автотиповая и КЗС-характеристики имеются в инструкции «Style Manual for Authors, Editors and Printers», подготовленной австралийским правительством.
| Модель    | Синий                    | Красный                   | Белый                 |
| --------- | ------------------------ | ------------------------- | --------------------- |
| Pantone   | 280C                     | 185C                      | Safe                  |
| RGB (Hex) | 0-0-139 (#00008B)        | 255-0-0 (#FF0000)         | 255—255-255 (#FFFFFF) |
| CMYK      | 100 % — 80 % — 0 % — 0 % | 0 % — 100 % — 100 % — 0 % | 0 % — 0 % — 0 % — 0 % |

## Разработка федерального флага 1901 года

Национальный колониальный флаг

Федеративный флаг Австралии

Эврикский флаг

Флаг Антитранспортационной лиги Австралазии

До 1901 года Австралия представляла собой группу из шести британских колоний. Юнион Джек, как флаг Британской империи, зачастую использовался для их коллективного представительства, в то же время у каждой колонии был собственный флаг, который также имел на себе изображение Юнион Джека.
На протяжении XIX века были предприняты две попытки по созданию национального флага. Первая из них относится к 1823—1824 годам, когда Джоном Николсоном и Джоном Бинглом был разработан национальный колониальный флаг. Он представлял собой белое полотнище, на котором находились изображения флага Британии и Креста Святого Георгия (является символом Англии) с четырьмя белыми звёздами. Согласно утверждениям Николсона, этот флаг был одобрен Британским Адмиралтейством и принят в качестве австралийского национального флага губернатором Нового Южного Уэльса в 1823 году, однако каких-либо письменных подтверждений этому не сохранилось. Тем не менее Национальный колониальный флаг считается первым австралийским флагом, на котором есть изображение Южного Креста.
Однако наибольшей популярностью в качестве «национального» флага пользовался федеративный флаг Австрали, разработанный Джоном Николсоном в 1831 году. Дизайн флага в значительной степени повторял национальный колониальный флаг 1823—1824 годов, однако имел и важные отличия: центральный крест был синего цвета, и на нём было изображено не четыре, а пять звёзд. Особую популярность федеративный флаг, как и девиз «Один народ, одна судьба, один флаг» (англ. One People, One Destiny, One Flag), получили в 1880—1890-х годах, когда он стал символом федеративного движения в Австралии.
На всех этих флагах, как и на Эврикском флаге, появившемся в 1854 году во время Эврикского восстания, находится изображение созвездия Южного Креста. Но первым флагом, на котором были помещены изображения звёзд созвездия в том порядке, в котором они находятся на небе, считается флаг Антитранспортационной лиги Австралазии (англ. Australasian Anti-Transportation League Flag), выступавшей против транспортации ссыльных в Австралию. Первоначальный вариант флага был разработан в 1849 году священником Джоном Уэстом из Лонсестона на острове Тасмания. С роспуском организации в 1853 году флаг Лиги перестал использоваться, хотя и лёг впоследствии в основу флага штата Виктория.
По мере воплощения идеи создания федеральной Австралии проблема официального флага становилась всё более актуальной. В 1900 году мельбурнской газетой «Herald Standard» был проведён самостоятельный конкурс на лучший дизайн флага будущего государства, который должен был включать в себя изображения флага Британской империи и Южного Креста. Победителем стал Ф. Томпсон, житель Мельбурна, владевший книжным магазином и газетным киоском. Разработанный им флаг представлял собой прямоугольное полотнище, разделённое на две равные части. В верхней левой части находилось изображение флага Британии, под которым располагались шесть красных горизонтальных полос на белом фоне, которые символизировали шесть австралийских колоний. Вторая половина флага была тёмно-синей с изображением Южного Креста.

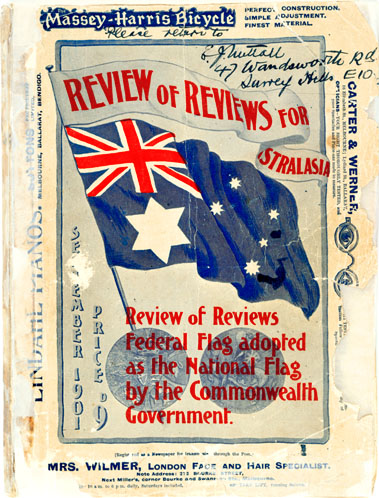
Обложка книжки «Review of Reviews» с подписью Эгберта Наттелла, опубликованной после объявления победителей конкурса 1901 года на лучший дизайн федерального флага

Позже, в том же 1900 году, был проведён ещё один конкурс, но уже мельбурнским журналом «Review of Reviews for Australasia». Его организаторы посчитали, что строгие требования о наличии изображений британского флага и Южного Креста были неразумными, хотя отметили, что без них вряд ли новый флаг получил бы общественную поддержку. Хотя конкурс должен был закончиться в январе 1901 года, он был впоследствии продлён до 31 марта, чтобы шесть губернаторов колоний (они выступали судьями) смогли представить победивший вариант флага на торжественном открытии федерального парламента в Мельбурне, который планировался на апрель или на начало мая. Однако эти планы не были реализованы, как и не был выбран победитель, так как к тому времени, в апреле, правительством Австралийского Союза был инициирован официальный конкурс на лучший австралийский национальный флаг.
Объявление о проведении федерального конкурса было впервые опубликовано в «Правительственном бюллетене Австралийского Союза» от 29 апреля 1901 года. Крайним сроком для предоставления проектов флага было определено 31 мая 1901 года. Победителя конкурса должна была определить специальная комиссия, члены которой назначались федеральным правительством. При этом полный состав комиссии был определён только 25 июля 1901 года: она включала в себя пять судей и двух чиновников (они занимались классификацией заявок, а также давали экспертные оценки). Согласно условиям конкурса, участники должны были предоставить в комиссию два цветных эскиза (один — для торговых судов, другой — как военный и официальный флаг) размером не менее 6 на 3 дюйма (15 на 7,5 см). Победителю гарантировалось денежное вознаграждение в размере £75.
В организационный комитет поступило 32 823 заявки, в том числе те, что были посланы на конкурс, организованный «Review of Reviews». Дизайны флагов судились по семи основным критериям: лояльность по отношению к Британской империи, отражение федеративного устройства, история, геральдика, своеобразие, практичность и стоимость производства. Однако, как было отмечено в финальном документе комиссии от 2 сентября 1901 года, на успех были обречены только те эскизы, на которых присутствовало три основных элемента:
- Юнион Джек на синем или красном фоне;
- шестиконечная звезда, которая представляла шесть федеральных штатов Австралии;
- изображение Южного креста[27].

И, действительно, на большинстве предложенных флагов присутствовали изображения британского флага и Южного Креста, хотя также были популярны изображения местных животных.
Победителями конкурса, официально объявленными 3 сентября 1901 года премьер-министром Австралии Эдмундом Бартоном, были выбраны пять практически идентичных дизайнов, создатели которых получили по £40 каждый. Авторами флагов были Айвор Эванс, четырнадцатилетний школьник из Мельбурна; Лесли Джон Хокинс, подросток, обучавшийся в Сиднее на специалиста по оптике; Эгберт Джон Наттелл, архитектор из Мельбурна; Энни Доррингтон, художница из Перта; и Уильям Стивенс, корабельный служащий из Окленда (Новая Зеландия). Одновременно были объявлены победители конкурса на лучшую федеральную печать. Ими стали Блэмир Янг и Саутер. 3 сентября 1901 года новый австралийский флаг был впервые поднят на зданием Королевской выставки в Мельбурне, где на тот момент был размещён парламент.
Победивший дизайн флага был встречен первоначально со смешанными чувствами. Так, в республиканской газете «The Bulletin» была сделана следующая заметка:
…утратившая новизну переделка британского флага без художественных свойств, без национального смысла… Умы медленно меняются, и Австралия до сих пор является мальчуганом Британии. Что может быть лучше, чем принять отцовские ушитые одеяния, не обладая чувством протеста и смутно понимая его волю? Этот низкосортный флаг является настоящим олицетворением нестандартного состояния австралийского общественного мнения.
|                                            |                          |                                        |
| Один из многих отклонённых вариантов флага | Победивший вариант флага | Вариант флага, одобренный Эдуардом VII |

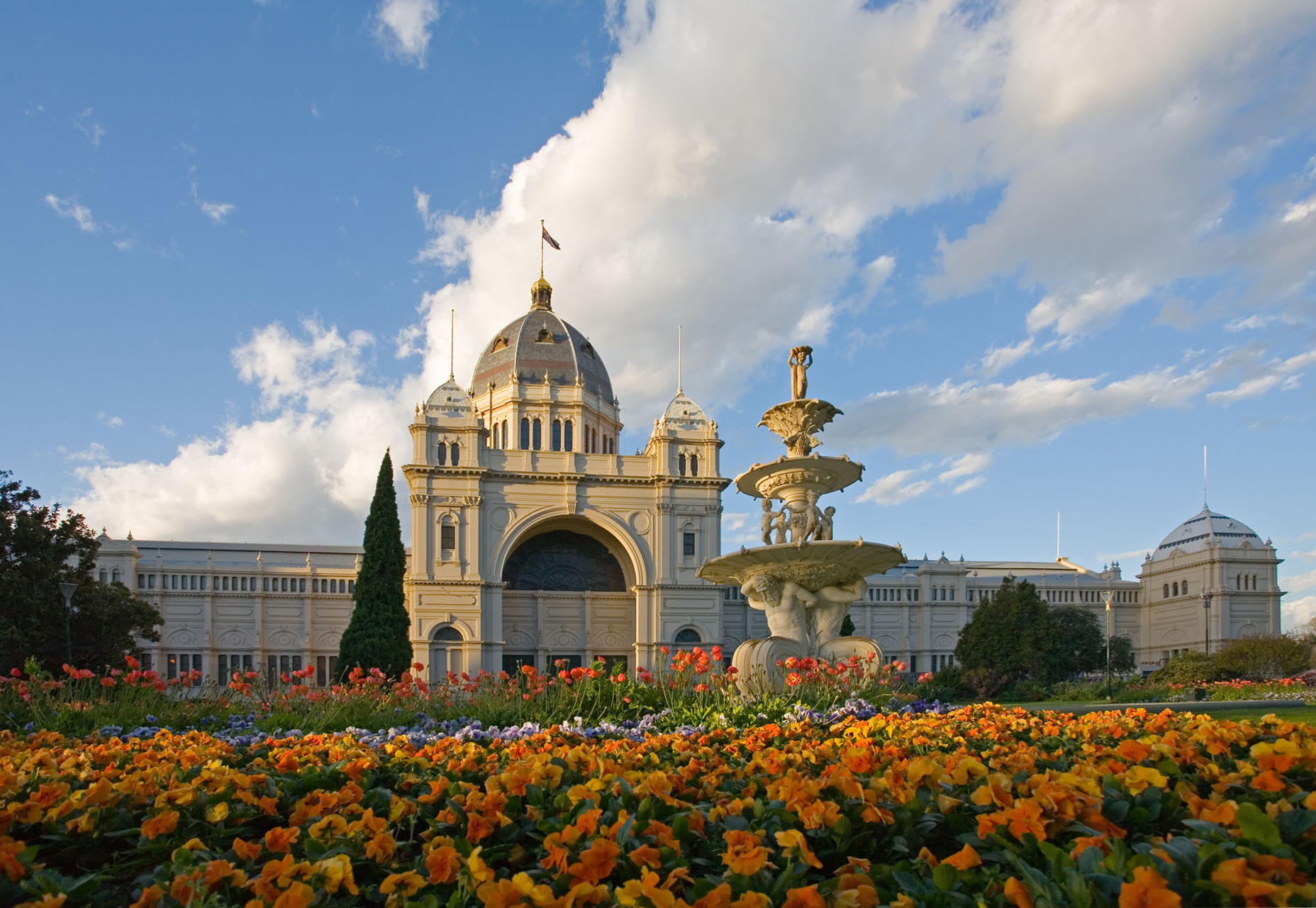
Первый австралийский национальный флаг был водружён над зданием Королевской выставки в Мельбурне

Так как флаг в значительной степени повторял дизайн флага штата Виктория, многие критики как в федеральном правительстве, так и в правительстве Нового Южного Уэльса, выступили против принятия этого варианта флага за его «сверхвикторианство». Они поддержали вариант федеративного флага Австралии, поэтому премьер-министр Эдмунд Бартон, который также выступал в его поддержку, вынес на окончательное одобрение Адмиралтейства два дизайна (этот и выбранный судьями). Оно, в свою очередь, одобрило вариант красного торгового флага для гражданских судов и синего — для правительственных судов. Правительство Австралийского Союза рассматривало оба варианта флагов как колониальные морские флаги.
В 1902 году упрощённая версия победившего на национальном конкурсе варианта флага была официально одобрена в качестве флага Австралии Эдуардом VII. При этом первоначально в королевской телеграмме от 6 октября 1902 года речь шла об одобрении «предложенного дизайна» без указания конкретного. Ситуация прояснилась только 29 декабря 1902 года с депешей министра колоний. О выборе же флага правительством Австралии было извещено 20 февраля 1903 года в «Правительственном бюллетене Австралийского Союза».
Новый вариант флага использовался вместо флага Великобритании уже на летних Олимпийских играх 1904 года в Сент-Луисе. В том же году благодаря лобби со стороны сенатора Ричарда Крауча флаг Австралии получил тот же статус, что и «Юнион Джек» в Британии, когда Палата представителей объявила, что синий английский кормовой флаг «должен развеваться над всеми фортами, кораблями, салютными местами и государственными зданиями Австралийского Союза по всем случаям, когда используются флаги». Правительство согласилось вывешивать голубой кормовой флаг в специальные дни и только над правительственными зданиями штатов, если над ними отсутствовали флаги штатов.

## Неясность об утверждении синего и красного фонов
Красный британский (торговый) флаг был единственным флагом Австралии, который разрешалось использовать частным лицам на суше. Согласно толкованию Британской империи, синий кормовой флаг резервировался за правительством Австралийского Союза, а штаты, местные правительства, частные организации и лица должны были использовать только красный флаг.
В 1908 году синий флаг полностью заменил флаг Британии во всех военных учреждениях. С 1911 года он стал использоваться в качестве приветственного флага австралийской армии на всех смотрах и церемониальных парадах, хотя во время официального открытия здания Парламента Австралии в Канберре в 1927 году были подняты только красный флаг и флаг Британии.
Долгое время существовал определённый конфуз с использованием двух флагов, в результате до 1941 года около 10 процентов военных флагов Австралии имели синий фон вместо красного.
Технически, все частные некоммерческие суда, которые не поднимали британский красный флаг во время плавания, были обязаны выплатить крупный штраф. Однако согласно адмиралтейскому предписанию от 5 декабря 1938 года этим судам было разрешено использовать австралийский красный флаг.
Согласно закону «О регистрации судов» (англ. Shipping Registration Act) от 1981 года «подходящим» цветом для коммерческих судов, длина которых превышает 24 м, является австралийский красный флаг.

## Юнион Джек
В Австралии, являвшейся частью Британской империи, в качестве национального флага первоначально использовался «Юнион Джек», который де-факто считался флагом империи, хотя изначально был королевским штандартом.
Королевский австралийский военно-морской флот был учреждён 5 октября 1911 года. Корабли флота были обязаны вывешивать в кормовой части белый флаг ВМФ Великобритании, а на гюйс-штоке — флаг Австралии. Хотя правительство Австралии выступало за использование на австралийских военных судах синего кормового флага, австралийские офицеры, как правило, вывешивали «Юнион Джек». Английский белый флаг был окончательно заменён на австралийский белый военно-морской флаг только 1 марта 1967 года.
После дебатов 1920-х годов о том, был ли синий кормовой флаг зарезервирован только за правительственными зданиями Австралийского Союза, в 1924 году было принято соглашение, согласно которому флаг Великобритании имел преимущественное значение в качестве национального флага Австралии. Так как «Юнион Джек» был признан в качестве национального флага, то с тех пор вероломным шагом считалось вывешивание кормовых флагов без флага Британии, кроме того, гробы с австралийскими военными жертвами покрывались именно «Юнион Джеком».
Официально синий кормовой флаг стал использоваться вместо флага Британии 14 апреля 1954 года. Однако ещё долгие годы «Юнион Джек» воспринимался австралийцами в качестве национального флага страны. Так, с 1968 по 1982 года в Австралии проводилась кампания Артура Смаута, которая заключалась в раздаче австралийцам флага Британии.
К середине 1980-х годов правительство Австралийского Союза перестало напоминать жителям страны о том, что они могли вывешивать флаг Британии вместе с флагом Австралии, а также не предоставляло каких-либо примеров корректного использования двух флагов.
Согласно австралийскому порядку старшинства, флаг Великобритании следует вторым после флага Австралии.

## Статус национального флага

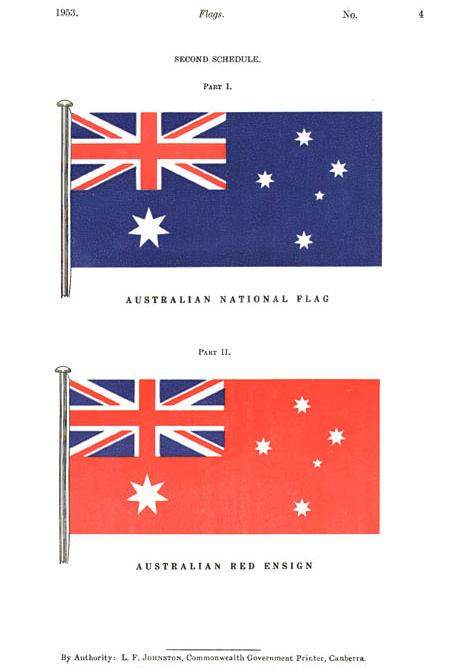
Согласно закону «О флаге» 1953 года национальным флагом Австралии признан синий английский кормовой флаг, а флагом для торговых судов — красный флаг

В 1940 году парламент штата Виктория принял закон, разрешавший школам покупать синие кормовые флаги, что, в свою очередь, означало и разрешение на использование флага частными лицами. Премьер-министр Роберт Мензис также выступил в поддержку этого шага, издав в следующем году поставление, разрешавшее австралийцам использовать оба флага (синий и красный). Подобное поставление также было издано премьер-министром Беном Чифли в 1947 году.
4 декабря 1950 года премьер-министр Роберт Мензис объявил синий флаг национальным флагом Австралии, а в 1951 году правительственные рекомендации были одобрены королём Великобритании Георгом VI. В штате Южная Австралия «Юнион Джек» использовался в качестве национального флага вплоть до 1956 года, когда школам было разрешено использовать или флаг Великобритании, или австралийские флаги.
Статус синего флага в качестве национального флага Австралии был формализован 14 февраля 1954 года, когда королева Елизавета II дала королевскую санкцию на принятие закона «О флаге» 1953 года. Это событие совпало с её визитом в страну. Закон закрепляет право генерал-губернатора Австралии утверждать «флаги и кормовые флаги Австралии», а также санкционировать предписания и нормы, определяющие порядок использования флагов. В разделе 8 закона говорится, что он не регламентирует «право привилегии» человека использовать флаг Великобритании.
В 1998 году в закон «О флаге» были внесены поправки, которые закрепляли порядок изменения дизайна национального флага: для его полной замены требуется проведения общенационального референдума, а не просто внесения парламентом изменений в закон.

## Протокол
Правила использования флага изложены в законе «О флаге» 1953 года и в инструкции «Австралийский национальный флаг» (англ. The Australian National Flag), которая время от времени публикуется австралийским правительством. Согласно существующим правилам, австралийский национальный флаг разрешено вывешивать в любой день года. Национальный флаг при использовании на территории Австралии должен располагаться на большей высоте, чем любой другой флаг или знамя. Он должен вывешиваться на всех правительственных зданиях и избирательных участках во время национальных выборов или референдумов. Частные прогулочные судна могут плавать как под красным торговым флагом, так и под австралийским национальным флагом. Синий английский кормовой флаг может вывешиваться на австралийских кораблях вместо австралийского флага, если владелец судна имеет соответствующий правомочное предписание, действующее в британском праве.

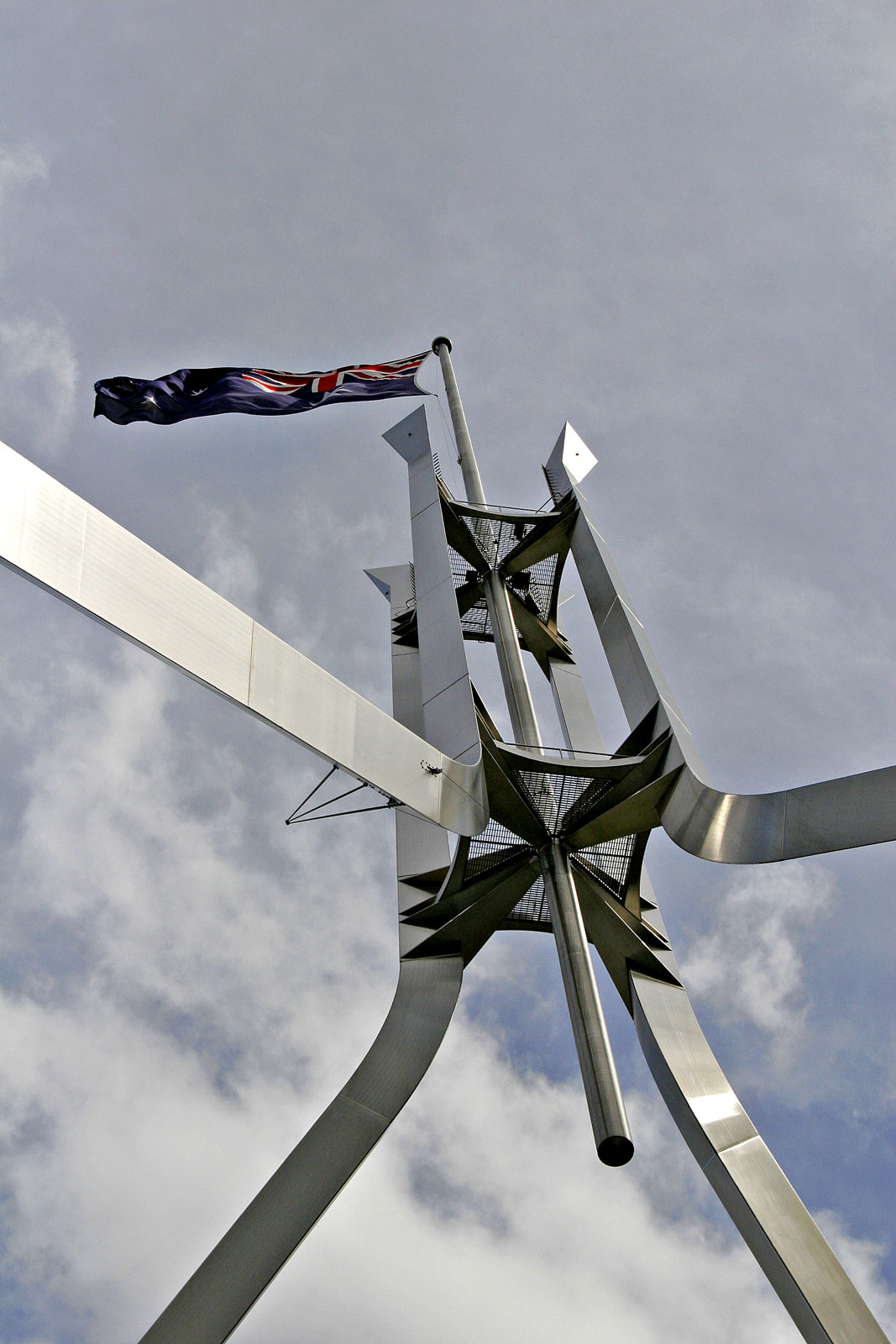
Флагшток на здании австралийского парламента в Канберре имеет высоту 81 м, а длины сторон самого флага составляют 12,8×6,4 м, что составляет примерно половину от размеров теннисного корта

Департамент премьер-министра и кабинета правительства (англ. Department of the Prime Minister and Cabinet) также рекомендует, чтобы флаг вывешивался только в дневное время, если не используется искусственное освещение. Кроме того, два различных флага не должны располагаться на одном флагштоке. Если флаг приспущен, то он должен находиться на расстоянии 1/3 длины флагштока от его верхней части. В ночное время флаг Австралии не должен находиться в приспущенном положении. Флаг приспускается на правительственных зданиях в нескольких случаях:
- в случае смерти монарха Австралии — со дня объявления о его смерти и вплоть до его похорон (включая день похорон). В день вступления на трон нового монарха флаг Австралии принято поднимать до самого верха штока в 11 часов дня;
- в случае смерти члена королевской семьи;
- в случае смерти действующего или бывшего генерал-губернатора;
- в случае смерти какого-то известного гражданина Австралии. В отдельных населённых пунктах флаг Австралии может быть приспущен в случае смерти какого-то важного местного жителя, а также в день его похорон;
- в случае смерти главы другого государства, с которым Австралия имеет дипломатические отношения (в этом случае флаг будет приспущен в день похорон);
- в день АНЗАК (в этом случае флаг находится в приспущенном положении до полудня);
- В день памяти погибших в годы Первой и Второй мировых войн (англ. Remembrance Day) австралийский флаг находится в верхней части флагштока до 10.30 утра, в приспущенном виде — с 10.30 до 11.03 утра, затем — снова в верхней части флагштока до конца дня[63].

Департамент премьер-министра и кабинета министра также поддерживает систему электронных почтовых рассылок для своих подписчиков, которая называется «Commonwealth Flag Network»: отправляемые службой электронные письма информируют жителей Австралии о дне, когда флаг должен быть приспущен, а также о национальных днях флага.
Австралийский национальный флаг может использоваться в коммерческих и рекламных целях без официального разрешения только в тех случаях, если флаг используется достойным образом и он воспроизводится в полном и точном виде; на флаге не должно быть каких-либо надписей или лишних изображений; во время показа он не должен быть закрыт другими предметами, а все ключевые элементы флага должны быть легко узнаваемы. В случае вывешивания нескольких флагов национальный флаг Австралии должен быть поднят на флагшток первым (как правило, он висит слева).
В истории страны было осуществлено несколько попыток приравнять к преступлению надругательство над флагом Австралии. В 1953 году во время второго чтения закона «О флаге» лидер оппозиции, Артур Колуэлл, выступил за внесение в законопроект пунктов, которые предусматривали бы уголовное наказание за надругательство над флагом, однако он не смог добиться поддержки в парламенте. Майкл Кобб вносил личные законопроекты о запрете надругательства над австралийским флагом в 1989, 1990, 1991 и 1992 годах, однако во всех четырёх случаях законопроект был отклонён. В 2002 году уже лидер Национальной партии Австралии Джон Андерсон внёс подобные законопроекты, получив поддержку среди некоторых парламентариев как из своей партии, так и коалиционного партнёра, Либеральной партии Австралии. Однако премьер-министр страны, Джон Говард, отклонил проект.

## День флага
В 1996 году генерал-губернатор Австралии, Уильям Дин, выступил с декларацией об учреждении ежегодного Дня австралийского национального флага (англ. Australian National Flag Day), днём проведения которого стало 3 сентября. Однако в Сиднее День флага празднуется ещё с 1985 года, когда праздник в честь первого поднятия флага в 1901 году был инициирован вексиллологом Джоном Кристианом Воном. В День флага в нескольких крупных центрах страны, как правило, проводятся различные торжественные мероприятия, однако сам день не является выходным.

## Дискуссии по изменению флага

В 2000 году победителем конкурса Ausflag был назван вариант, предложенный дизайнером Фрэнком Гентилом

В связи с большим влиянием в Австралии идей республиканизма в стране проходят постоянные, хотя и сдержанные, дискуссии по поводу изменения флага (в основном они касаются вопроса о том, нужно ли на флаге Австралии оставлять изображение флага Великобритании). Наиболее остро проблема национального флага поднималась в 1988 году во время празднования 200-летия со дня основания первого поселения европейцев в Австралии и в годы премьерства Пола Китинга, который открыто выступал за изменение флага страны.
В настоящее время в Австралии существуют две лоббирующие группы, которые вовлечены в дискуссии по поводу австралийского флага: организация «Ausflag», выступающая в поддержку его изменения и Ассоциация австралийского национального флага (англ. Australian National Flag Association, ANFA), выступающая за сохранение современного варианта флага.
Организация «Ausflag» время от времени проводит различные кампании в поддержку изменения флага, совпадающие в основном с крупными мероприятиями в Австралии (например, с летними Олимпийскими играми 2000 года, которые проходили в Сиднее), а также проводит конкурсы на лучший дизайн нового флага. Ассоциация австралийского национального флага, в свою очередь, проводит различные мероприятия в поддержку современного варианта флага в День флага.
|  |  |  |
|  |  |  |

### Аргументы за изменение флага
- Существующий флаг умаляет национальную идентичность Австралии, так как его значительную часть занимает изображение флага другого государства. В частности, флаг трудно отличить от ряда других флагов, созданных на основе синего английского кормового флага, например, национального флага Новой Зеландии или австралийского штата Виктория. Это, в свою очередь, может привести к некоторой путанице. Например, Австралийская лига монархистов[англ.] (англ. Australian Monarchist League) во время проведения референдума по изменению государственного строя Австралии с монархического на республиканский в 1999 году поместили по ошибке на свои буклеты изображение флага Новой Зеландии[76].
- Современный флаг не в полной мере отражает статус Австралии как независимого государства. Присутствие на флаге изображения флага Великобритании предполагает то, что Австралия является британской колонией или зависимой территорией. Кроме австралийского флага, только на флагах Новой Зеландии, Фиджи и Тувалу, являющихся независимыми государствами, присутствует изображение британского флага. Другие государства Содружества наций уже давно изменили дизайн своего флага, убрав с него изображение флага Великобритании, оставшись при этом монархическими государствами, которые возглавляются британским монархом (например, Канада)[77]. Кроме того, цвета австралийского флага (красный, белый и синий) не только не являются австралийскими официальными цветами (коими признаны зелёный и золотой цвета), но и не являются традиционными геральдическими цветами (синий и золотой).
- Отражая лишь колониальное британское прошлое Австралии, национальный флаг страны является анахронизмом, который не отражает многонациональность и плюрализм общества. В частности, на современном флаге отсутствует какое-либо упоминание об австралийских аборигенах, для многих из которых флаг Великобритании является символом колониальных притеснений и лишения их собственности[78].
- Современный флаг исторически не является главным национальным символом. На протяжении длительного времени с момента образования федерации он вывешивался вместе с флагом Великобритании. Количество концов на звёздах регулярно менялось с 1901 года, поэтому современный вариант флага не признавался официальным вплоть до 1954 года. До этого также существовала постоянная путаница в том, каким должен быть фон флага, синим или красным.
- Также несправедливо утверждать, что австралийцы «боролись и умирали под австралийским флагом», так как в большинстве войн австралийцы воевали, кроме синего флага, под различными британскими флагами, а также под красным австралийским флагом[79].
- Хотя дизайн флага был разработан четырьмя австралийцами и новозеландцем и выбран в результате открытого конкурса, он всё-таки был одобрен Британским Адмиралтейством и британским королём Эдуардом VII[80].

### Аргументы против изменения флага
- Современный флаг является уникальным в своём роде и в полной мере отражает Австралию и её статус в качестве независимого государства, Королевства Содружества. Флаг Великобритании символизирует историческое прошлое Австралии, членство страны в Содружестве наций, а также отражает Вестминстерскую систему парламентской демократии. Звезда Содружества, в свою очередь, символизирует 6 изначальных австралийских штатов и территорий[81].
- Современный флаг не отражает зависимость страны от Великобритании. На флаге Фиджи, ставшей республикой, до сих пор остаётся изображение флага Великобритании, как и на флаге Гавайев, хотя острова являются частью США.Флаг Гавайев

Флаг Гавайев

- Флаг является популярным символом, который широко используется австралийцами всех рас и национальностей. Ни один из предложенных вариантов флага не имеет такой поддержки, как современный вариант.
- Современный флаг является важным с исторической точки зрения, так как на нём присутствуют элементы более ранних флагов Австралии.
- Дизайн флага был разработан четырьмя австралийцами и одним новозеландцем[28], а также был выбран населением в ходе открытого конкурса[82].